# Apostolepis pymi
Espèce
Apostolepis pymi  est une espèce de serpents de la famille des Dipsadidae.

## Répartition
Cette espèce est endémique du Brésil. Elle se rencontre au Ceará, au Pará, en Amazonas, au Mato Grosso et au Rondônia.

## Étymologie
Cette espèce est nommée en l'honneur de J. Pym.

## Publication originale
- Boulenger, 1903 : Descriptions of new snakes in the collection of the British Museum. Annals and Magazine of Natural History, sér. 7, vol. 12, p. 350-354 (texte intégral).